# Gerygone inornata
Gerygone inornata là một loài chim trong họ Acanthizidae.